# Кам'янська сільська рада (Городоцький район)
Ка́м'янська сільська́ ра́да — адміністративно-територіальна одиниця та орган місцевого самоврядування в Городоцькому районі Хмельницької області. Адміністративний центр — село Кам'янка.

## Загальні відомості
Кам'янська сільська рада утворена в 1922 році.
- Територія ради: 18,916 км²
- Населення ради: 916 осіб (станом на 2001 рік)
- Територією ради протікає річка Шмаївка

## Населені пункти
Сільській раді були підпорядковані населені пункти:
- с. Кам'янка
- с. Спасівка

## Склад ради
Рада складалася з 14 депутатів та голови.
- Голова ради: Дрогоруб Володимир Антонович
- Секретар ради: Загайкевич Оксана Йосипівна

### Керівний склад попередніх скликань
| Прізвище, ім'я, по батькові  | Основні відомості                                                                     | Дата обрання | Дата звільнення |
| ---------------------------- | ------------------------------------------------------------------------------------- | ------------ | --------------- |
| Клепас Валерій Михайлович    | Сільський голова, 1949 року народження, член Всеукраїнського об'єднання «Батьківщина» | 26.03.2006   | 20.11.2006      |
| Середа Анатолій Йосипович    | Сільський голова, 1960 року народження, член Комуністичної партії України             | 22.04.2007   | 31.10.2010      |
| Дрогоруб Володимир Антонович | Сільський голова, 1966 року народження, освіта вища, член Партії регіонів             | 31.10.2010   |                 |

Примітка: таблиця складена за даними сайту Верховної Ради України

### Депутати
За результатами місцевих виборів 2010 року депутатами ради стали:

#### За суб'єктами висування
| Суб'єкт висування             | Кількість обраних депутатів | %    |
| ----------------------------- | --------------------------- | ---- |
| Самовисування                 | 8                           | 57,1 |
| Партія регіонів               | 4                           | 28,6 |
| Політична партія «Фронт Змін» | 2                           | 14,3 |

#### За округами
| № округу                      | Прізвище, ім'я, по батькові          | Дата визнання обраним | Освіта             | Партійна приналежність | Відомості про обраного депутата                                  |
| ----------------------------- | ------------------------------------ | --------------------- | ------------------ | ---------------------- | ---------------------------------------------------------------- |
| Партія регіонів               |                                      |                       |                    |                        |                                                                  |
| 5                             | Новоселецький Олександр Болеславович | 04.11.2010            | середня спеціальна | позапартійний          | Сатанівська дорожньо-експлуатаційна дільниця, механік            |
| 6                             | Колодзійський Сергій Йосипович       | 04.11.2010            | вища               | позапартійний          | санаторій «Товтри» смт Сатанів, начальник гаража                 |
| 9                             | Панькова Інна Анатоліївна            | 04.11.2010            | середня спеціальна | позапартійна           | ВАТ «Ощадбанк» смт Сатанів, контролер-касир                      |
| 13                            | П'ятак Денис Петрович                | 04.11.2010            | середня            | позапартійний          | тимчасово не працює                                              |
| Політична партія «Фронт Змін» |                                      |                       |                    |                        |                                                                  |
| 2                             | Сухарський Сергій Іванович           | 04.11.2010            | середня спеціальна | позапартійний          | тимчасово не працює                                              |
| 3                             | Зарічна Людмила Михайлівна           | 04.11.2010            | середня спеціальна | позапартійна           | санаторій «Автодор» смт Сатанів, медсестра                       |
| Самовисування                 |                                      |                       |                    |                        |                                                                  |
| 1                             | Бєлонога Мілентина Станіславівна     | 04.11.2010            | середня спеціальна | позапартійна           | Сатанівська ОПМК-4, інспектор-кадровик                           |
| 4                             | Душинський Віктор Адольфович         | 04.11.2010            | середня спеціальна | позапартійний          | Сатанівська дорожньо-експлуатаційна дільниця, робітник           |
| 7                             | Лісовик Раїса Йосипівна              | 04.11.2010            | середня спеціальна | позапартійна           | Міська лікарня, м. Кам'янець -Подільський, медсестра             |
| 8                             | Дмитрина Олег Дмитрович              | 04.11.2010            | середня спеціальна | позапартійний          | Кам'янська сільська рада, землевпорядник                         |
| 10                            | Загайкевич Оксана Йосипівна          | 04.11.2010            | вища               | позапартійна           | Кам'янська сільська рада, секретар                               |
| 11                            | Дрогоруб Анатолій Антонович          | 04.11.2010            | вища               | позапартійний          | фермерське господарство «Хлібороб», голова                       |
| 12                            | Дрогоруб Юлія Антонівна              | 04.11.2010            | вища               | позапартійна           | Сатанівська дорожньо-експлуатаційна дільниця, головний бухгалтер |
| 14                            | Швець Оксана Миколаївна              | 04.11.2010            | середня спеціальна | позапартійна           | фельдшерсько-акушерський пункт с. Кам'янка, фельдшер             |